# Episodi di Legacies (seconda stagione)
La seconda stagione della serie televisiva Legacies, composta da sedici episodi, è stata trasmessa sul canale statunitense The CW dal 10 ottobre 2019 al 26 marzo 2020. Nonostante l'ordine iniziale per la stagione fosse di 20 episodi, solamente 16 vennero completati prima della sospensione della produzione a causa dell'emergenza COVID-19.
In Italia la stagione è andata in onda in prima visione su Premium Stories dal 1º gennaio al 13 luglio 2020. La trasmissione degli ultimi sei episodi ha subìto un ritardo di quasi tre mesi a causa delle disposizioni di emergenza legate alla diffusione del coronavirus COVID-19, le quali hanno impedito temporaneamente il doppiaggio. È stata trasmessa in chiaro dal 18 aprile all'8 maggio 2021 su Italia 1.
Durante questa stagione entra nel cast principale Chris Lee. Riley Voelkel di The Originals compare come guest star.
| n° | Titolo originale                                       | Titolo italiano                                                    | Prima TV USA     | Prima TV Italia  |
| -- | ------------------------------------------------------ | ------------------------------------------------------------------ | ---------------- | ---------------- |
| 1  | I'll Never Give Up Hope                                | Non mi arrenderò mai                                               | 10 ottobre 2019  | 1º gennaio 2020  |
| 2  | This Year Will Be Different                            | Quest'anno sarà diverso                                            | 17 ottobre 2019  | 8 gennaio 2020   |
| 3  | You Remind Me of Someone I Used to Know                | Mi ricordi qualcuno che conoscevo                                  | 24 ottobre 2019  | 15 gennaio 2020  |
| 4  | Since When Do You Speak Japanese?                      | Da quando parli giapponese?                                        | 7 novembre 2019  | 22 gennaio 2020  |
| 5  | Screw Endgame                                          | La fine dei giochi                                                 | 14 novembre 2019 | 29 gennaio 2020  |
| 6  | That's Nothing I Had to Remember                       | Non è una cosa che mi serviva ricordare                            | 21 novembre 2019 | 5 febbraio 2020  |
| 7  | It Will All Be Painfully Clear Soon Enough             | Molto presto, tutto sarà dolorosamente chiaro                      | 5 dicembre 2019  | 12 febbraio 2020 |
| 8  | This Christmas Was Surprisingly Violent                | Questo Natale è stato sorprendentemente violento                   | 12 dicembre 2019 | 19 febbraio 2020 |
| 9  | I Couldn't Have Done This Without You                  | Non avrei potuto farcela senza di te                               | 16 gennaio 2020  | 26 febbraio 2020 |
| 10 | This Is Why We Don't Entrust Plans to Muppet Babies    | Ecco perché non affidiamo i piani ai Muppet babies                 | 23 gennaio 2020  | 4 marzo 2020     |
| 11 | What Cupid Problem?                                    | Che problema Cupido?                                               | 30 gennaio 2020  | 8 giugno 2020    |
| 12 | Kai Parker Screwed Us                                  | Kai Parker ci ha imbrogliati                                       | 6 febbraio 2020  | 15 giugno 2020   |
| 13 | You Can't Save Them All                                | Non puoi salvarli tutti                                            | 13 febbraio 2020 | 22 giugno 2020   |
| 14 | There's a Place Where the Lost Things Go               | C'è un posto in cui vanno (a finire) le cose perdute               | 12 marzo 2020    | 29 giugno 2020   |
| 15 | Life Was So Much Easier When I Only Cared About Myself | La vita era molto più facile quando mi importava solo di me stessa | 19 marzo 2020    | 6 luglio 2020    |
| 16 | Facing Darkness Is Kinda My Thing                      | Affrontare l'oscurità è un po' la mia specialità                   | 26 marzo 2020    | 13 luglio 2020   |

## Non mi arrenderò mai
- Titolo originale: I'll Never Give Up Hope
- Diretto da: Julie Plec
- Scritto da: Brett Matthews e Julie Plec

### Trama
Il ricordo di Hope, che ha annientato Malivore facendosi assorbire al suo interno, è stato cancellato dalla memoria di tutti, i mesi passano, e Lizzie trascorre l'estate in Europa con Caroline, mentre Kaleb passa le vacanze con la sua famiglia in compagnia di MG. Rafael continua a vivere nella sua forma di lupo dato che senza Hope il potere dell'anello non può essere invertito. Landon ha passato l'estate alla scuola Salvatore per prendersi cura di Rafael, e lo stesso vale anche per Josie, che ci teneva a stare vicina a suo padre, dato che Alaric è stato estromesso dalla carica di preside. Josie e Landon negli ultimi tempi si sono legati sentimentalmente. Dopo aver trovato l'ascendente Josie e Lizzie hanno chiesto ad Alaric e Caroline qualche informazione sull'oggetto, e quindi scoprono che erano state loro a crearlo quando erano piccole, insieme a Bonnie, per intrappolare Kai nel mondo prigione. Hope è all'interno di una dimensione oscura insieme a Clarke, è proprio lui a spiegarle che sono all'interno di Malivore, infatti Hope non è riuscita a eliminarlo, ma solo a indebolirlo; infatti Malivore è stato creato per non rappresentare una minaccia per i vampiri, le streghe e i licantropi, e dato che Hope è l'ibrido delle tre specie dava per scontato che sarebbe riuscita ad annientarlo, ma lei non avendo mai attivato i suoi poteri di vampiro non è mai diventata a tutti gli effetti il tribrido. Si apre un vortice e Hope viene risucchiata tornando nel mondo reale, infatti Malivore non riusciva a tollerare la sua presenza è ha preferito rimandarla via. MG conosce Kym, la sorella di Kaleb. Tra i due c'è una certa attrazione reciproca, ma Kaleb impone al suo amico di starle lontano, essendo consapevole del fatto che sua sorella non avrà mai un futuro con un vampiro, ma promettendogli che gli darà una mano a conquistare la ragazza che veramente vuole: Lizzie Saltzman. Ora che Hope è tornata a Mystic Falls, va a cercare Landon, ma senza farsi vedere, lo spia di nascosto mentre bacia Josie. Ferita da ciò che ha visto, decide di lasciare Mystic Falls, ma proprio quando stava per prendere l'autobus alla fermata, viene attaccata da un mostro. Clarke chiede a suo padre di liberarlo con la promessa che annienterà Hope. Una figura incappucciata si addentra nel cimitero di Mystic Falls, e con il fuoco crea il simbolo che raffigura tre triangoli sovrapposti, ovvero il simbolo di Malivore.
- Guest star: Demetrius Bridges (Dorian Williams), Chris Lee (Kaleb), Nick Fink (Ryan Clarke), Ebboney Wilson (Kym), Bianca Kajlich (Sceriffo Machado).
- Altri interpreti: Reznor Malaiik Allen (Pedro), Brad Raymond (Zio Earl), Ja'don "Enerjaee" Christian (Creatura ombra 1), Miguel-Andres García (Creatura ombra 2), Phil Armijo (Barista), Douglas Tait (Troll).
- Ascolti USA: telespettatori 800 000 – share (18–49 anni) 1%[7]

## Quest'anno sarà diverso
- Titolo originale: This Year Will Be Different
- Diretto da: Jeffrey Hunt
- Scritto da: Thomas Brandon

### Trama
Hope decide di dare la caccia al mostro che prima l'aveva attaccata, un ciclope, e le tracce portano al liceo di Mystic Falls di cui Alaric ora è il nuovo preside, quindi Hope decide di iscriversi lì. Dato che nessuno ricorda più Hope, tutti credono che sia stato Landon a eliminare Malivore, quindi i suoi compagni di scuola lo vedono come un eroe. Alaric ha perso ogni ricordo di Hope, e lei si presenta come una strega cacciatrice di mostri. Hope ha modo di conoscere i suoi nuovi compagni di scuola: Ethan, giocatore della squadra di football, e Maya. La scuola Salvatore accoglie il suo nuovo preside, lo stregone Vardemus, il quale nutre un certo interesse per Josie, notando le sue ottime abilità di strega. Kaleb cerca di aiutare MG a fare colpo su Lizzie, ma l'attenzione della strega è rivolta a Sebastian, un giovane e misterioso ragazzo. MG capisce che Lizzie prova affetto per lui, ma che lo vede solo come un amico. Alaric aiuta Hope nella caccia al ciclope, purtroppo Maya assiste alla lotta contro il mostro, quindi MG, su richiesta di Alaric, le toglie la memoria con la compulsione. Landon e Josie escono insieme per il loro primo appuntamento, ma tra i due c'è troppo imbarazzo. Alaric non ci mette molto a capire che lui e Hope si conoscevano e che Malivore l'ha cancellata dalla sua memoria. Hope uccide il ciclope armata di balestra, conficcandogli una freccia nell'occhio, poi lei e Landon hanno modo di rivedersi: naturalmente lui non ha più nessun ricordo della sua ex, la quale soffre quando capisce che i sentimenti che Landon nutre per Josie sono sinceri. Josie spiega a Landon che si sente a disagio in sua compagnia perché ha il bisogno di sentirsi necessaria per gli altri, mentre Landon è un ragazzo indipendente e non ha bisogno di lei. Landon le confessa che non è stato lui a eliminare Malivore, benché non ricordi con esattezza come sia stato distrutto, si è preso il merito solo per fare colpo su Josie perché voleva apparire come un eroe ai suoi occhi, affermando che Josie merita qualcuno che si prenda cura di lei, infine i due si baciano. Hope confessa ad Alaric di essere la figlia di Klaus e Hayley, e che lui è l'unica cosa simile a un padre che ha, infine Alaric e Hope si scambiano un tenero abbraccio. Vardemus propone a Josie di entrare nel suo corso avanzato disponibile solo per gli studenti migliori. Nel cimitero di Mystic Falls la misteriosa figura incappucciata, pugnale alla mano, uccide un ragazzo e, sempre con il pugnale, incide sulla fronte della vittima il simbolo di Malivore.
- Guest star: Leo Howard (Ethan Machado), Chris Lee (Kaleb), Alexis Denisof (Rupert Vardemus), Demetrius Bridges (Dorian Williams), Ben Levin (Jed), Bianca Santos (Maya Machado), Thomas Doherty (Sebastian).
- Altri interpreti: Jace Harrison (Vampiro fanboy), Hannah Bliss Carlton (Strega provocante), Douglas Tait (Ciclope).
- Ascolti USA: telespettatori 820 000 – share (18–49 anni) 1%[8]

## Mi ricordi qualcuno che conoscevo
- Titolo originale: You Remind Me of Someone I Used to Know
- Diretto da: Michael Allowitz
- Scritto da: Brett Matthews e Adam Higgs

### Trama
Hope scopre che Ethan e Maya sono rispettivamente fratello e sorella, infatti sono i figli di Mac, la quale ha sostituito Matt come nuovo sceriffo di Mystic Falls. È il giorno dell'annuale sfida di football tra i due licei della città, quindi Hope gioca insieme a Ethan e Maya nella squadra del liceo di Mystic Falls, mentre Landon, MG, Kaleb, Josie e Lizzie giocheranno nella squadra della scuola Salvatore. Se Alaric, ai tempi in cui era lui il preside della scuola da lui fondata, costringeva i suoi studenti a perdere, Vardemus li incoraggia a usare i loro poteri per vincere. Un mostro si aggira tra i boschi, si tratta di uno Shunka Warakin, un'enorme creatura dalle fattezze di lupo, per gli umani non rappresenta una minaccia in quanto non si ciba di loro, infatti si nutre solo di lupi, quindi Rafael è in pericolo. Josie si comporta in maniera aggressiva contro i suoi avversari, tra l'altro è gelosa avendo notato che Landon è incuriosito da Hope (pur non ricordandola). Hope e Landon lasciano la partita per andare a cercare Rafael, e Hope lo trova facendolo tornare umano, poi Hope si trasforma in lupo e affronta lo Shunka Warakin, il quale alla fine verrà ucciso da Landon, che finalmente può riabbracciare Rafael, mentre Hope decide di lasciarli soli. La partita viene sospesa quando Josie usa la magia nera per spezzare il braccio di Ethan, il quale viene ricoverato in ospedale. Ethan ora perderà la borsa di studio per il football su cui contava tanto, Josie provando vergogna per il modo in cui si è comportata, inizia a perdere sangue dal naso, il quale è anche scuro. Alaric intuendo che era stato Vardemus a istigare sua figlia a comportarsi così lo colpisce con un pugno. Lizzie ha modo di rivedere Sebastian, il quale le confessa di essere un vampiro, i due poi si baciano, ma stranamente, quando arriva MG, quest'ultimo non riesce a vedere Sebastian. Josie si confida con Landon ammettendo che sente una forza oscura in lei, mentre Landon le confessa che i mostri sono ritornati, aggiungendo però che Josie è l'unica cosa che lo fa sentire bene. Poi la bacia, e lei gli promette che lo proteggerà, perché non permetterà a nessuno di fargli del male. Vardemus trova il cadavere dello Shunka Warakin e la sua bocca si deforma, allargandosi, per poi divorare il corpo privo di vita del mostro.
- Guest star: Leo Howard (Ethan Machado), Bianca Kajlich (Sceriffo Machado), Bianca Santos (Maya Machado), Alexis Denisof (Rupert Vardemus), Chris Lee (Kaleb), Demetrius Bridges (Dorian Williams), Thomas Doherty (Sebastian).
- Altri interpreti: Christian Magby (Dennis), Elijah B. Moore (Wade Rivers), Douglas Tait (Shunka).
- Ascolti USA: telespettatori 840 000 – share (18–49 anni) 1%[9]

## Da quando parli giapponese?
- Titolo originale: Since When Do You Speak Japanese?
- Diretto da: Geoffrey Wing Shotz
- Scritto da: Penny Cox

### Trama
Giappone, 1308: il samurai Kurutta ha bloccato all'interno del suo corpo il demone Oni, per poi combattere contro Malivore, che assorbe sia il samurai sia l'Oni. Nel presente Kurutta si risveglia a Mystic Falls e il demone lascia il suo corpo prendendo possesso delle persone tramite il contatto fisico. Josie e Lizzie hanno delle ustioni sul corpo, ciò è dovuto al fatto che Josie ha praticato la magia nera. Alaric, Hope, Josie, Lizzie, Landon e Rafael decidono di aiutare il samurai, dato che l'Oni intende condurre Landon a un portale d'accesso per Malivore che si trova a Mystic Falls. Rafael e Landon sono incuriositi da Hope, tra l'altro, come in passato, Rafael sembra nutrire dei sentimenti per lei. Josie invece non nasconde la sua antipatia per lei avendo compreso che prova qualcosa per Landon. Lizzie fa un picnic con Sebastian, ma MG riprende il tutto con una videocamera, mostrando a Lizzie il filmato, dove lei è tutta sola, sembra che Sebastian esista solo nella sua testa. Lizzie è disperata temendo che i suoi disturbi psichici stiano peggiorando, inoltre amava l'idea di aver trovato un ragazzo a cui piacere. L'Oni prende possesso di Landon uccidendo Kurutta, ma Lizzie uccide sia Landon che l'Oni con la katana di Kurutta, la quale, pregna di magia nera, è l'unica arma che può uccidere l'Oni. Sennonché prima di trafiggere Landon con la katana, l'Oni aveva già lasciato il suo corpo prendendo possesso di quello di Lizzie. Quest'ultima però, proprio per via del suo disturbo della personalità, esercita un controllo parziale sull'Oni, chiedendo a Josie e Hope di usare la katana per uccidere sia lei sia l'Oni. Josie però usa i suoi poteri Gemini per incanalare in sé la magia nera della spada e, usando il suo potere, lo usa su Lizzie per esorcizzare l'Oni senza ucciderla. Landon risorge con i suoi poteri di fenice. Mac invita Alaric a bere qualcosa con lei, ma lui le dà buca. Alaric dà degna sepoltura a Kurutta, e propone a Hope di tornare a studiare alla scuola Salvatore, ma lei non ha il coraggio di farlo, ha paura di stare vicina a Landon, perché anche nella circostanza in cui lui possa ricordare l'amore che provava per lei, ciò che più la spaventa è che lui sceglierebbe ugualmente Josie. Tra l'altro Hope è intenzionata più che mai a sparire per sempre eliminando Malivore insieme a lei, come aveva provato a fare l'altra volta, con la differenza che non fallirà di nuovo. Vardemus mostra a Josie il mora miserium, una clessidra che assorbe la magia nera, e Josie la usa per liberarsi del potere oscuro che aveva assorbito, e in effetti inizia a sentirsi meglio. MG scopre che Sebastian in realtà esiste, infatti ora è lui l'unico che può vederlo, e Sebastian gli chiede di aiutarlo. Josie va nella camera da letto di Landon, e proprio quando stava per fare l'amore con lui, Landon la invita a fermarsi, con la promessa che presto lo faranno, ma ora non è ancora pronto, limitandosi a baciarla teneramente. Due figure incappucciate raggiungono il portale per Malivore che si trova a Mystic Falls. Mentre Lizzie dorme, sogna tutti i bei momenti passati con Hope, e al suo risveglio sorride avendo recuperato ogni ricordo della sua amica, pronunciando il suo nome: "Hope Andrea Mikaelson".
- Guest star: Soji Arai (Kurutta), Bianca Kajlich (Sceriffo Machado), Alexis Denisof (Rupert Vardemus), Demetrius Bridges (Dorian Williams), Bianca Santos (Maya Machado), Thomas Doherty (Sebastian).
- Altri interpreti: Douglas Tait (Malivore), Satya Polisetti (Buon samaritano), Katie Carpenter (Strega sarta), Christian Magby (Dennis), Elijah B. Moore (Wade Rivers), Ja'Don "Enerjaee" Christian (Oni).
- Ascolti USA: telespettatori 790 000 – share (18–49 anni) 1%[10]

## La fine dei giochi
- Titolo originale: Screw Endgame
- Diretto da: Barbara Brown
- Scritto da: Brett Matthews e Thomas Brandon

### Trama
La scuola Salvatore si prepara per il ballo che ha come tema gli anni 80, mentre Hope, nella piazza di Mystic Falls, davanti al portale per Malivore, viene raggiunta da Lizzie, che le rivela di aver recuperato ogni ricordo di lei, probabile conseguenza del fatto che Josie aveva usato la magia nera per esorcizzare la sua mente dall'Oni. In quel momento, dal portale, esce la "guardiana" del labirinto, che intrappola Hope e Lizzie, in una sorta di videogioco in una Mystic Falls degli anni 80, tutte le volte che le due ragazze muoiono ritornano al punto di partenza, ovvero la piazza centrale. Sebastian spiega a MG che il suo corpo è essiccato all'interno di una bara, prima è stato capace di mettersi in contatto telepatico con Lizzie, e ora lo sta facendo con lui. Sebastian vuole solo nutrirsi di sangue e ritornare libero, con la promessa che lascerà in pace Lizzie. Intanto la guardiana spiega a Hope e Lizzie che il "videogioco" è solo il labirinto del Minotauro, lui si ciba di giovani donne, è stato uno stregone a creare questo incantesimo per punire una ragazza che lo rifiutò, solo la guardiana è al sicuro dal Minotauro, e lei più fuggire dal labirinto solo se cede il titolo di guardiana a un'altra ragazza. Hope parlando con Lizzie, ammette che il motivo per cui non ha rivelato agli altri la sua identità è dovuto alla sua convinzione che tutti stiano meglio senza di lei, ma Lizzie le spiega che si sbaglia, e che non è un suo dovere sacrificarsi in continuazione. Inoltre lei desidera che Hope ritorni insieme a Landon, affermando che quello che lui e Josie provano l'uno per l'altra non è vero amore. Hope e Lizzie uccidono il Minotauro spezzando l'incantesimo e ora sono libere insieme alla guardiana. Alaric non è d'accordo con l'idea di MG di nutrire Sebastian, quindi Kaleb in maniera astuta si fa rivelare dallo stesso Sebastian che lui è stato rinchiuso in quella bara perché colpevole di numerose morti, quindi decidono di lasciarlo essiccare. Quando Alaric scopre che Kaleb era stato l'unico a votare in suo favore quando lo avevano estromesso dalla carica di preside, chiede a Josie per quale motivo ha votato contro di lui; Josie gli spiega che in fondo era proprio Alaric che inconsciamente non desiderava più essere il preside, incoraggiandolo a vivere la sua vita. Hope e Lizzie raggiungono la festa, ma quando Hope vede Landon e Josie baciarsi sulla pista da ballo, decide di mettersi da parte, capendo che Landon può essere felice anche con Josie. Hope e Lizzie comprendono che il destino si può sempre cambiare, e che la propria felicità non deve essere necessariamente vincolata a una sola persona. Lizzie ammette che è felice che Hope è ritornata, poi le due amiche si abbracciano e si mettono a ballare, infine Hope accetta l'invito di Rafael a festeggiare con lui al dopo-party. Landon comprende che è pronto a fare l'amore con Josie, ma dopo aver trovato un preservativo Josie gli chiede di rimandare la cosa perché non si sente pronta, e Landon accetta la cosa senza metterle pressione. In realtà Josie è a disagio perché rileggendo le pagine del diario di Penelope, che lei aveva stregato prendendo appunti su tutto quello che scrivevano gli altri alla scuola, ha riletto alcune pagine scritte da Landon, tra cui una vecchia canzone che aveva scritto per Hope: adesso Josie ha capito che Landon e Hope stavano insieme. MG scopre che Sebastian ora è libero, infatti ha manipolato la mente di Wade, un altro studente della scuola Salvatore, nutrendosi del suo sangue. Vardemus va in un bar e lì incontra la guardiana, poi si toglie il suo anello magico, che camuffava il suo aspetto, infatti lui in realtà è Clarke, il quale uccide la guardiana davanti al barista.
- Guest star: Marisa Coughlan (Guardiana del labirinto), Chris Lee (Kaleb), Thomas Doherty (Sebastian), Ben Levin (Jed), Alexis Denisof (Rupert Vardemus), Demetrius Bridges (Dorian Williams), Ebboney Wilson (Kym), Nick Fink (Ryan Clarke).
- Altri interpreti: Cheetah Platt (Minotauro), Elijah B. Moore (Wade Rivers), Ty Anaya (Barista).
- Ascolti USA: telespettatori 870 000 – share (18–49 anni) 1%[11]

## Non è una cosa che mi serviva ricordare
- Titolo originale: That's Nothing I Had to Remember
- Diretto da: Bola Ogun
- Scritto da: Adam Higgs e Josh Eiserike

### Trama
Kym va a trovare Kaleb alla scuola Salvatore, mentre MG e Lizzie catturano uno zombie, che si rivela essere la vittima che era stata pugnalata dalla misteriosa figura incappucciata, infatti preferiscono rinchiuderlo per evitare che arrivino altri mostri, dato che Malivore può liberarli uno per volta. Lizzie nota l'evidente e vicendevole attrazione che Hope e Ethan provano l'una per l'altro, intanto Josie va a New Orleans e lì trova Freya, la quale ha avuto un bambino, a cui ha dato il nome di Nik. Josie le fa notare le fotografie di Hope, di cui anche Freya ha perso il ricordo; Josie intende restituire a tutti i ricordi sottratti da Malivore e chiede a Freya qualche istruzione sull'incantesimo che ha usato su Lizzie quando l'aveva esorcizzata dall'Oni con la magia nera. Benché abbiano catturato lo zombie, appare un altro mostro che si aggira per la scuola, il Croatoan (dato che lo zombie non era stato evocato da Malivore) e in effetti Sebastian rammenta che lui e il Croatoan condividono un passato, il mostro uccide coloro che nascondono dei segreti, ma non ricorda altro dato che Malivore, assorbendo il Croatoan, ha tolto il suo ricordo dalla memoria di Sebastian. Josie, tentata di non restituire il ricordo di Hope alla memoria della gente per paura di perdere Landon quando lui ricorderà il loro amore, telefona a Caroline, la quale le spiega che la verità e la libertà di scelta sono un diritto di tutti. Benché Malivore avesse liberato il Croatoan affinché catturasse Landon, il mostro non può rinnegare la sua natura, quindi decide di uccidere Hope e Lizzie, le quali nascondono il segreto sull'identità della giovane Mikaelson. Lizzie e Landon liberano lo zombie sperando che egli possa sconfiggere il Croatoan, ma i due si ignorano. Josie, di ritorno da New Orleans, usa la magia nera restituendo a tutti i ricordi che Malivore aveva rubato, infatti tutti ora ricordano Hope, mentre Sebastian rammenta che a creare il Croatoan era stata la strega Cassandra, lei viveva nella Colonia di Roanoke, lei e Sebastian si innamorarono, ma il vampiro seminava morte e gli abitanti della colonia gli davano la caccia, quindi Cassandra creò il Croatoan affinché uccidesse i membri della comunità che nascondevano dei segreti e distoglierli dalla caccia a Sebastian, ma il mostro si accanì contro la sua creatrice uccidendola, ma non prima che Cassandra essiccasse il corpo di Sebastian. Quest'ultimo ricorda anche che il medaglione di Cassandra, in suo possesso, può sconfiggere il mostro. Il Croatoan ora che non è più interessato a Lizzie e Hope, dato che il segreto dell'identità di Hope non è più tale, può concentrarsi sulla cattura di Landon, ma Hope, usando la magia del medaglione di Cassandra, elimina il mostro. Sebbene Landon abbia recuperato tutti i ricordi di Hope, è troppo arrabbiato con lei, non avendogli detto subito la verità sulla sua identità. Rafael, ricordando l'amore che legava Hope e Landon, per rispetto nei confronti dell'amico, decide di stare lontano da Hope. Freya, la quale ha recuperato pure lei tutti i ricordi su sua nipote, la raggiunge a Mystic Falls, e le due si abbracciano. Landon spiega a Josie che al momento è troppo confuso riguardo ai sentimenti che nutre per lei e Hope, gli serve del tempo per prendere una decisione e capire con quale ragazza vuole stare, e Josie decide di non mettergli fretta, mostrandosi comprensiva, anche se in realtà nasconde il suo dolore, temendo che lui possa scegliere Hope. Sebastian ora si presenta a Lizzie fisicamente, e la strega è felice avendo capito che non lo aveva immaginato. Mentre Ethan fa jogging nel cimitero, appare lo zombie, ora libero, poi la figura incappucciata, tramite il sangue dello zombie, usa la magia per spiare la scuola Salvatore tramite un occhio dello zombie staccato dal corpo.
- Special guest star: Riley Voelkel (Freya Mikaelson).
- Guest star: Chris Lee (Kaleb), Ebboney Wilson (Kym), Leo Howard (Ethan Machado), Bianca Kajlich (Sceriffo Machado), Thomas Doherty (Sebastian).
- Altri interpreti: Paden Fallis (Consigliere Roberts), Cheetah Platt (Croatoan).
- Ascolti USA: telespettatori 860 000 – share (18–49 anni) 1%[12]

## Molto presto, tutto sarà dolorosamente chiaro
- Titolo originale: It Will All Be Painfully Clear Soon Enough
- Diretto da: Lauren Petzke
- Scritto da: Jimmy Mosqueda e Cynthia Adarkwa

### Trama
Mentre Hope fa la guardia al portale di Malivore, viene raggiunta dalle gemelle Saltzman. Infatti Lizzie vorrebbe che Josie e Hope si riconciliassero, ma la conversazione viene interrotta da una nuova creatura: la Sfinge. Le tre ragazze catturano la Sfinge, che si esprime solo per indovinelli, e la portano alla scuola Salvatore. Landon, indeciso tra Hope e Josie, cerca di evitarle entrambe. Hope decide di tornare a New Orleans, ma Landon la raggiunge chiedendole di non lasciarlo, e i due si dichiarano amore reciproco; ma poi scopre che si tratta di un clone di Landon, creato con la magia da Josie. La giovane Saltzman intende distruggere Malivore, il sangue di Hope verrà trasfuso nel clone, e quando la sfinge lo porterà a Malivore, il clone verrà distrutto, poiché la sua vita è legata al ciclo lunare, e il sangue di Hope dentro di lui verrà liberato sigillando Malivore per sempre, eliminando il portale. Il clone di Landon non fa che professare il suo amore per Hope, dato che riflette il subconscio del vero Landon. La Sfinge spiega a Rafael che ella è pure un oracolo, e risolvendo i suoi indovinelli può rispondere con sincerità a una domanda. Josie è convinta che Landon ama solo Hope, dato che il suo clone dichiara il suo amore solo per quest'ultima, anche se Landon afferma che il clone riflette solo i suoi sentimenti più semplici e non quelli più complessi. Rafael risolve un indovinello della Sfinge: il sangue di Hope viene trasfuso dentro il clone di Landon, e Lizzie lo porta dalla sfinge, che però non è interessata a portarlo da Malivore. Dorian e Alaric scoprono che il DNA di Vardemus, rinvenuto nel bar dove uccise la guardiana, è compatibile con quello di Clarke, infatti Alaric aveva trovato dei campioni nella base della Triad quando Hope venne cancellata. Dato che il mora miserium non è più capace di assorbire la magia nera di Josie, Clarke fa sì che la strega la riversi in un particolare tridente. In realtà Josie attiva il potere del tridente, che permetterà a Clarke di trasferire il suo spirito nel corpo della persona che trafiggerà con l'arma, ovvero Hope. Malivore aveva liberato Clarke con un limite di tempo, a breve il suo corpo diventerà fango e lui morirà. Landon protegge Hope e si lascia trafiggere dal tridente: lo spirito di Clarke prende possesso di lui, per scoprire che in realtà è solo il clone, che il giorno dopo esploderà. Landon e Rafael lasciano Mystic Falls, tra l'altro Landon usando la penna stregata di Penelope scrive un messaggio che Josie e Hope leggono, dove lui spiega che la sua partenza è indispensabile per non mettere più in pericolo nessun altro. Josie accorda a Hope il permesso di tornare alla scuola Salvatore, Hope si scusa con lei per averla ferita, ammettendo di aver sentito la sua mancanza, e le due si abbracciano. Hope passa la serata a mangiare gelato con Josie e Lizzie, mentre Alaric e Dorian capiscono che la Sfinge non serve Malivore, ma un altro padrone. La Sfinge lascia un ultimo indovinello, spiegando ad Alaric e Dorian che a breve affronteranno una minaccia più potente di Malivore, per poi togliersi la vita con un taglio alla gola. Lo zombie prende il corpo privo di vita di Clarke e lo porta alla figura incappucciata.
- Guest star: Alexis Denisof (Rupert Vardemus), Babak Tafti (Sfinge), Demetrius Bridges (Dorian Williams), Nick Fink (Ryan Clarke).
- Altri interpreti: Tommy Cooley (Simulandon).
- Ascolti USA: telespettatori 860 000 – share (18–49 anni) 2%[13]

## Questo Natale è stato sorprendentemente violento
- Titolo originale: This Christmas Was Surprisingly Violent
- Diretto da: Brett Matthews
- Scritto da: Brett Matthews e Hannah Rosner

### Trama
A Mystic Falls nevica, e benché sia solo ottobre tutti alla scuola Salvatore sono "posseduti" dallo spirito natalizio, mostrando un atteggiamento fin troppo gentile e allegro, tranne Hope, Clarke e Lizzie. Quest'ultima (su richiesta di Hope) va a cercare Landon insieme a Sebastian. Usando la magia, Hope restituisce a Clarke il suo aspetto dato che il suo spirito possiede ancora il corpo del clone magico di Landon, che tra qualche ora dovrà esplodere all'interno di Malivore. Landon e Rafael vanno nella Carolina del Nord: è lì che si trova il padre di Rafael, infatti durante l'estate Josie lo aveva rintracciato con la magia quando stava aiutando Landon a trovare un sistema per far tornare Rafael umano. Hope libera Clarke il quale le spiega che il mostro che ha portato il Natale è Krampus, spirito demoniaco che punisce i malvagi durante le festività natalizie, Malivore lo ha liberato per uccidere Clarke. Landon e Rafael conoscono Walt, il padre del giovane licantropo, lui era un soldato, proprio come Lucia, la madre di Rafael, la quale attivò il gene della licantropia uccidendo per la prima volta mentre era sotto le armi. Quando Lucia rimase incinta scappò senza lasciare tracce. Hope aiuta Alaric, Dorian e gli studenti della scuola Salvatore a liberarsi dal controllo di Krampus, e con il loro aiuto libera Babbo Natale che era intrappolato nel sacco che Krampus portava con sé. Malivore assorbì sia Krampus sia Babbo Natale, ma ora che è libero, Babbo Natale uccide Krampus, e tutto torna alla normalità. Lizzie e Sebastian, usando la Camaro di Damon Salvatore (che quest'ultimo regalò alle gemelle Saltzman per il loro sedicesimo compleanno) raggiungono Landon; Lizzie lo convince a tornare alla scuola Salvatore spiegandogli che lui potrà contare sull'aiuto di Hope e Josie, ma è indispensabile che Landon trovi il coraggio di affrontare i sentimenti che prova nei confronti di entrambe. Rafael decide di rimanere con Walt, mentre Lizzie fa sesso con Sebastian il quale è intenzionato a rimanere alla scuola Salvatore. Babbo Natale, prima di andarsene, fa dei doni agli studenti della scuola Salvatore, tra cui la Corvette del 75 che Kaleb aveva sempre desiderato. Landon torna all'istituto e decide di ritornare con Hope, confessandole il suo profondo amore. Purtroppo Landon, suo malgrado, è costretto a spezzare il cuore di Josie, pur ammettendo che lei è la ragazza perfetta, nonché la persona migliore che abbia mai incontrato, spiegandole che i sentimenti che prova per lei sono sinceri e che non ha rimpianto nessun momento trascorso al suo fianco. Hope e Landon si scambiano un romantico bacio. Intanto Clarke accetta il suo destino, dunque raggiunge il portale di Malivore con l'intendo di gettarsi al suo interno, dato che il corpo del clone in cui è stato trasfuso il sangue di Hope a breve esploderà, ma prima di poterlo fare, la figura incappucciata, che si rivela essere il Necromante, decapita Clarke gettando la sua testa nel portale per Malivore che si chiude.
- Guest star: Nick Fink (Ryan Clarke), Chris Lee (Kaleb), Demetrius Bridges (Dorian Williams), Thomas Doherty (Sebastian), Jason Turner (Walt), Ben Geurens (Il Necromante).
- Altri interpreti: Reznor Malaiik Allen (Pedro), Jeff Pillars (Babbo Natale).
- Ascolti USA: telespettatori 930 000 – share (18–49 anni) 2%[14]

## Non avrei potuto farcela senza di te
- Titolo originale: I Couldn't Have Done This Without You
- Diretto da: Carl Seaton
- Scritto da: Thomas Brandon e Hannah Rosner

### Trama
Hope, che ha sempre avuto una camera singola, ora scopre che dovrà dividerla con un'altra studentessa, la strega Alyssa, la quale si rivela tutt'altro che gentile con lei. Sebbene Josie non serbi nessun rancore nei riguardi di Landon e Hope, per lei è imbarazzante avere a che fare con loro, anche se Hope vorrebbe che tornassero a essere amiche. Josie ha delle visioni, dove il mora miserium si rompe, e lei viene sopraffatta dalla magia nera, e la scuola Salvatore prende fuoco. Alaric, che è ritornato come preside della scuola Salvatore, affida a Landon il compito di valutare Sebastian, dato che Alaric è indeciso se accettarlo come studente. Landon cerca di metterlo a confronto con tutte e tre le fazioni della scuola, Sebastian riesce a caversela abbastanza bene, anche se Jed, MG e Alyssa avevano tentato di rendergli le cose difficili: specialmente quest'ultima aveva usato una sfera magica che rifletteva i pensieri nascosti del vampiro, scoprendo che lui aveva paura del mondo moderno, non si sentiva all'altezza di Lizzie e aveva paura che tutti scoprissero le atrocità che aveva commesso in passato. Sebastian confessa a Landon che i suoi genitori lo avevano venduto, quando aveva solo otto anni, a un marcante di navi, i marinai lo punivano in modi orribili tutte le volte che cercava di scappare. Con dei flashback si scopre che Malivore trasformò il Necromante in un umano dopo che rubò il pugnale, si fece chiamare Ted, e iniziò a lavorare in Texas in una gelateria, dove conobbe Chad. Quest'ultimo, affascinato da lui, lo aiutò gradualmente a recuperare i suoi poteri, il Necromante lo uccise per poi riportarlo in vita, in seguito andarono a Mystic Falls, infatti sono loro due le misteriose figure incappucciate. Usando il verme con cui spiare la scuola Salvatore, il Necromante scoprì che Josie era in possesso del mora miserium di cui lui ha bisogno, inoltre dato che era dell'intento di uccidere Hope e eventualmente anche gli altri studenti dell'istituto, Chad (avendo capito quanto il Necromante fosse malvagio) provò a ucciderlo, solo per scoprire che il suo corpo eseguiva i comandi del Necromante, come conseguenza del fatto che lo riportò in vita. Landon spiega ad Alaric che Sebastian a conti fatti non è più pericoloso degli altri studenti della scuola, intanto Sebastian cerca di aggredire una ragazza mentre fa jogging, ma Alaric, balestra alla mano, lo colpisce con una freccia. Tra l'altro ha fatto delle ricerche scoprendo che Sebastian era un pirata molto pericoloso, conosciuto come Lo Spietato. Sebastian afferma che solo uccidendolo potrà tenerlo lontano da Lizzie. Intanto Hope spiega a Josie che, stando a quanto le ha raccontato Vincent, la magia nera accumulata nel mora miserium non svanisce, e se esso dovesse rompersi ci saranno brutte conseguenze. Hope e Josie usano la magia per creare una barriera attorno al mora miserium, comunque Hope, attenendosi alle parole di Vincent, spiega alla giovane Saltzman che il mora muserium prima o poi si distruggerà da solo, quindi il problema non è ancora risolto. Josie confessa a Hope che quando praticava la magia nera era diventata gelosa e rabbiosa, Hope ammette che in fondo la capisce, lei conosce bene questi sentimenti, perché quando aveva visto Josie e Landon baciarsi la prima volta, era invidiosa della loro felicità. Lizzie chiede a suo padre che cosa ne sia stato di Sebastian, e lui le dice di averlo cacciato via. Josie e Landon decidono di rimanere amici, infatti Landon ha sentito la sua mancanza e la vuole ancora vicino a lui, i due inoltre fanno una sorpresa a Hope arredando la sua camera da letto, anche con le foto dei suoi amici; Hope, commossa, li abbraccia entrambi. Il Necromante, dentro a una cripta del cimitero, usa il corpo di Clarke per creare un nuovo portale per Malivore, liberando un nuovo mostro, il Qareen, promettendogli non solo la libertà, ma anche protezione della morte.
- Guest star: Ben Geurens (Il Necromante), Thomas Doherty (Sebastian), Olivia Liang (Alyssa Chang), Demetrius Bridges (Dorian Williams), Charles Jazz Terrier (Chad), Ben Levin (Jed), Ebboney Wilson (Kym), J.J. Dunlap (Qareen).
- Altri interpreti: Christian O'Jore Mayfield (Guardia di sicurezza del negozio), Vince Pisani (Gary).
- Ascolti USA: telespettatori 730 000 – share (18–49 anni) 1%[15]

## Ecco perché non affidiamo i piani ai Muppet babies
- Titolo originale: This Is Why We Don't Entrust Plans to Muppet Babies
- Diretto da: America Young
- Scritto da: Adam Higgs e Josh Eiserike

### Trama
Emma, inspiegabilmente, è tornata alla scuola Salvatore, e questo genera un po' di imbarazzo tra lei e Dorian, mentre Landon, il quale desidera imparare a combattere per non essere più un peso, si fa allenare da Hope ma con risultati poco brillanti. Come Vincent aveva già previsto il mora muserium si sta distruggendo, e quando ciò avverrà la magia nera al suo interno tornerà da Josie. Le gemelle Saltzman propongono di creare un ascendente e vincolare il mora muserium nel mondo prigione, così quando si distruggerà la magia nera che verrà liberata non creerà problemi, ma Alaric si rifiuta, lui preferisce risolvere da solo la cosa senza coinvolgere direttamente le sue figlie. Il Qareen liberato dal Necromante, è sia invisibile che intangibile, solo nutrendosi dell'ostilità potrà essere visibile e interagire nel mondo fisico, quindi facendo leva sulle insicurezze, crea discordia tra gli studenti, cosa che rischia di sfociare nella violenza, in particolare Alyssa è quella che più tra tutti è vittima del potere del mostro, cercando la lite con Hope e Lizzie. Con dei flashback si apprende che i genitori di Alyssa morirono in un incendio probabilmente causato proprio dalla magia della figlia, Dorian e Alaric quindi invitarono Alyssa a studiare alla scuola Salvatore, ma lei era vendicativa e ostile con gli altri, specialmente con Josie e Lizzie, e spesso usava impunemente la magia. Emma e Alaric erano dell'intento di espellerla ma poi Emma decise di usare la magia per cancellarle il ricordo della morte dei genitori, ritenendo che esso era la radice della sua rabbia, e in effetti da allora divenne una ragazza gentile e socievole. Hope sotto l'effetto del Qareen diventa odiosa con Landon rinfacciandogli che lui è debole e inutile. Benché il Qareen non abbia ancora assorbito abbastanza forza, Wade riesce a vederlo ugualmente, infatti solo lui ci riesce. Soltanto le fate possono vedere un Qareen, infatti Wade già da tempo sospettava di essere una creatura fatata e non uno stregone, probabilmente Malivore assorbì i suoi genitori cancellandoli. Solo una fata può uccidere il Qareen, che tra l'altro ora ha abbastanza forza da diventare visibile e toccare gli oggetti solidi. Il mostro cerca di rubare il mora muserium, ma Landon lo affronta, venendo però ucciso, questo spinge Wade a manifestare le sue ali di fata usando i suoi poteri per distruggere il Qareen. Landon ritorna in vita grazie ai suoi poteri di fenice, ma Hope non intende più allenarlo. Lei ama che Landon sia un ragazzo intelligente che cerca sempre di migliorarsi, ma non vuole che sia un lottatore, perché quelli che combattono muoiono. Landon non lo accetta affermando che imparerà a lottare anche senza di lei. Mac fa capire ad Alaric che deve imparare ad avere fiducia nelle scelte delle sue figlie, quindi accorda il permesso di creare un altro ascendente, con l'aiuto delle streghe della scuola, e grazie al passaggio delle comete le gemelle usano l'ascendente per sigillare il mora muserium nel mondo prigione. Mentre Hope è a letto con Josie e Lizzie, le gemelle scompaiono, e anche Alaric, infatti sono finiti nello stesso mondo prigione dove Alaric ha confinato Sebastian, è per questo che aveva chiesto a Emma di tornare all'istituto. È opera di Alyssa, infatti ha usato un incantesimo di collegamento tra l'ascendente usato per sigillare Sebastian, e quello appena creato da Josie e Lizzie, dunque quando le gemelle hanno sigillato il mora muserium nel mondo prigione hanno inconsapevolmente sigillato loro stesse e il padre nel mondo prigione relativo all'ascendente usato su Sebastian. Alyssa voleva vendicarsi su Alaric, quando Josie aveva restituito con la magia tutti i ricordi sottratti da Malivore, inevitabilmente Alyssa aveva anche recuperato altri ricordi da lei cancellati su qualcosa che Emma e Alaric avevano fatto a lei e ad altri ragazzi. Hope usa la magia su Alyssa scaraventandola contro un muro, costringendola con le cattive a collaborare per salvare Alaric e le sue figlie.
- Guest star: Demetrius Bridges (Dorian Williams), Olivia Liang (Alyssa Chang), Ben Levin (Jed), J.J. Dunlap (Qareen), Karen David (Emma Tig), Bianca Kajlich (Sceriffo Machado), Thomas Doherty (Sebastian).
- Altri interpreti: Elijah B. Moore (Wade Rivers), Mei-Lin Hosang (Alyssa Chang da bambina), Alie Urquhart (Strega rétro), Tierney Smith (Lizzie Saltzman da bambina), Lily Rose Smith (Josie Saltzman da bambina), Nyla Turner (Strega rétro 2), Allison Gobuzzi (Lizzie Saltzman in pre-adolescenza), Olivia Devlin (Alyssa Chang in pre-adolescenza), Bella Samman (Josie Saltzman in pre-adolescenza), Joshua Goodridge (Vampiro 1), Katie Carpenter (Strega sarta), Hannah Bliss Carlton (Strega provocante).
- Ascolti USA: telespettatori 720 000 – share (18–49 anni) 1%[16]

## Che problema Cupido?
- Titolo originale: What Cupid Problem?
- Diretto da: Darren Grant
- Scritto da: Penny Cox e Cynthia Adarkwa

### Trama
Dal portale per Malivore creato dal Necromante, esce un'altra creatura, Pothos, un amorino fratello del dio Cupido. Photos accetta di aiutare il Necromante, ma in cambio vuole la freccia d'oro, oggetto che è custodito proprio alla scuola Salvatore. Alaric e le sue figlie sono intrappolate nel mondo prigione dato che Alyssa voleva vendicarsi di Alaric, e questo preoccupa Dorian, dato che nella profezia della Sfinge era stato menzionato che le colpe del padre sarebbero ricadute sulle figlie. Pothos usa le sue frecce dell'amore che esercitano effetti diversi, ad esempio ne usa una su Wade rendendolo cieco, poi le usa su Dorian a Emma, facendo sì che i due decidano di convolare a nozze, e una su Jed, che ferma il matrimonio in quanto da sempre infatuato di Emma. Pothos inoltre uccide le persone cibandosi dei loro cuori. Landon cerca di studiare un modo per sconfiggere il nemico, anche se Hope tenta in tutti i modi di impedirglielo, non volendo mettere in pericolo il suo fidanzato. MG e Kym decidono di uscire insieme ma il loro appuntamento viene interrotto da Hope, infatti le serve l'aiuto di MG avendo usato su Alyssa una delle frecce di Pothos, affinché lei si confidi con il vampiro, dato che Alyssa è sempre stata infatuata di lui. MG la convince a rivelargli dove aveva nascosto l'ascendente così da liberare Alaric, Josie e Lizzie, ma poi Alyssa distrugge l'oggetto. Quando Alyssa scopre che a MG piace Kym, decide di ucciderli, ma Kym la mette fuori combattimento, e Alyssa viene rinchiusa in una cella. Landon permette a Pothos di cibarsi del suo cuore, uccidendo il ragazzo, ma poi anche Pothos muore inspiegabilmente. L'effetto delle frecce svanisce con la morte di Pothos, mentre Landon, dopo essere risorto grazie ai suoi poteri di fenice, spiega a Hope che, dalle sue ricerche, aveva scoperto che tutti gli amorini possono essere uccisi in maniera diversa, Pothos ad esempio poteva essere avvelenato con la pianta dell'epipremnum aureum, Landon infatti l'aveva assunta poco prima che Pothos si cibasse del suo cuore, in questo modo è riuscito ad avvelenarlo e a ucciderlo. Landon è diventato un eroe, proprio come aveva predetto la Sfinge. Kym bacia MG decidendo di rimanere in contatto con lui, ma non resterà a Mystic Falls; infatti dopo quello che è successo con Alyssa ha capito che restare lì è troppo pericoloso per lei. Landon, mentre bacia Hope, scopre di avere un altro potere: infatti è anche in grado di volare. Mentre Pothos seminava scompiglio nella scuola Salvatore, Chad e il Necromante ne avevano approfittato per rubare dall'istituto la freccia d'oro che Pothos voleva in cambio del suo aiuto, già citata dalla Sfinge nella profezia, la quale affermava che solo quella freccia ha il potere di uccidere Landon.
- Guest star: Olivia Liang (Alyssa Chang), Ben Geurens (Il Necromante), Charles Jazz Terrier (Chad), L. Steven Taylor (Pothos), Demetrius Bridges (Dorian Williams), Karen David (Emma Tig), Ebboney Wilson (Kym), Ben Levin (Jed).
- Altri interpreti: Elijah B. Moore (Wade Rivers), PJ Avery (Druscilla), Reznor Malaiik Allen (Pedro), Nicci T. Carr (Ufficiale del municipio).
- Ascolti USA: telespettatori 860 000 – share (18–49 anni) 2%[17]

## Kai Parker ci ha imbrogliati
- Titolo originale: Kai Parker Screwed Us
- Diretto da: Angela Barnes Gomes
- Scritto da: Brett Matthews e Thomas Brandon

### Trama
Alaric è intrappolato nel mondo prigione con le sue figlie e Sebastian, tra l'altro Lizzie è in collera con suo padre, lui le aveva fatto credere che Sebastian avesse lasciato la scuola, invece Emma lo aveva vincolato nel mondo prigione. Alaric è preoccupato, infatti quello in cui sono intrappolati è lo stesso mondo prigione dove Bonnie anni prima aveva sigillato Kai. Quest'ultimo non è l'unica minaccia a cui Alaric deve fare fronte, lì ci sono altri tre ex studenti: Diego, licantropo che a causa del susseguirsi del ciclo infinito dello stesso giorno si è ripetutamente trasformato in lupo imparando a trasformarsi in un ibrido metà umano e metà lupo, la vampira squartatrice Jade, che è diventata l'amante di Kai, e infine la strega Wendy. Josie rivela a Kai dell'esistenza del passaggio per Malivore, mentre Lizzie passa una romantica giornata con Sebastian. È stato a causa dell'indole assassina di Diego, Jade e Wendy che Alaric li vincolò nel mondo prigione, loro avevano ucciso alcuni ragazzi e non provavano rimorso per le loro azioni, Jade arrivò persino a spegnere la sua umanità. Alaric voleva ucciderli, ma Caroline lo convinse a sigillarli insieme a Kai nel mondo prigione, è da 10 anni che vivono lì. Sebastian propone a Lizzie di trasformala in un eretico, come suo zio Kai, ma anche se lei è tentata dato che non sarebbe più vincolata alla maledizione della Fusione, decide di rifiutare in quanto, se diventasse una creatura vampirica, non potrebbe più invecchiare o avere dei figli. Sebastian in realtà ha già deciso di trasformarla anche contro la sua volontà, facendole assumere il sangue di vampiro nel vino che le ha fatto bere. Lizzie comprende che Sebastian in realtà non lo sta facendo per proteggerla, ma solo perché vive ancora nel ricordo di Cassandra. Lizzie assorbe la magia dal corpo di Sebastian facendolo essiccare. Kai spiega a Josie che solo se rientrerà in pieno possesso di tutta la magia che lei aveva confinato nel mora muserium allora potrà evadere dal mondo prigione, quindi Josie distrugge l'oggetto e interiorizza tutta la magia nera nel suo corpo, infatti distruggendo la clessidra ciò che aveva profetizzato la Sfinge si è avverato: con la frantumazione del tempo l'oscurità si sarebbe liberata. A causa del legame che c'è tra Josie e Lizzie, quest'ultima perde i sensi a causa della magia nera che Josie ha assorbito, proprio mentre è alla guida di un'auto, finendo fuori strada. Jade, Diego e Wendy decidono di uccidere Alaric così da ottenere la loro vendetta, perciò iniziano la caccia all'uomo, che nel frattempo, tramite i sotterranei di casa Salvatore, ha raggiunto i sotterranei dell'Armory, dove cerca delle armi per difendersi. Kai raggiunge la versione analoga del portale per Malivore che si trova nel mondo prigione, e vi si butta, tornando nel mondo reale, passando per il portale per Malivore creato dal Necromante.
- Special guest star: Chris Wood (Kai Parker).
- Guest star: Demetrius Bridges (Dorian Williams), Thomas Doherty (Sebastian), Giorgia Whigham (Jade), Carlos Sanson (Diego), Ronni Hawk (Wendy), Ben Geurens (Il Necromante).
- Altri interpreti: Lily Rose Smith (Josie Saltzman da bambina), Quinn Von Hoene (Ragazzo), Yessenia Hernandez (Inez).
- Ascolti USA: telespettatori 627 000[18]

## Non puoi salvarli tutti
- Titolo originale: You Can't Save Them All
- Diretto da: Jeff Hunt
- Scritto da: Brett Matthews e Thomas Brandon

### Trama
Alaric riesce ad avere la meglio, con astuzia, su Diego e Wendy, poi affronta Jade ma in suo aiuto arriva Josie, la quale usa la magia per riaccendere l'umanità del vampiro. Alaric nota che Josie, sopraffatta dalla magia nera, è cambiata, infatti è diventata fredda e insensibile. Josie convince Jade, Wendy e Diego a collaborare con lei, con la promessa che li libererà dal mondo prigione. Alaric e Josie trovano Lizzie e la portano in salvo. Jade, pentita delle sue azioni, guida Alaric che riesce a curare Lizzie dalle ferite. Kai va alla scuola Salvatore, e libera Alyssa la quale intende recidere il legame tra Kai e il mondo prigione dove venne sigillato, così la dimensione magica sparirà insieme a coloro che tuttora sono intrappolati lì. Jed, Kaleb e MG vanno alla ricerca del Necromante e della freccia d'oro, scoprendo che il Necromante teneva prigioniero Rafael. Quest'ultimo viene liberato, mentre Jed uccide lo zombie del Necromante. Kai usa la compulsione su Dorian, costringendolo a rapire Landon portandolo nel bosco, dove il Necromante usa un arco scoccando contro Landon la freccia d'oro, ma Dorian gli fa da scudo venendo ferito. Landon manifesta le sue ali infuocate, e porta via in braccio Dorian, volando. Dorian viene portato in ospedale, mentre Hope affronta Kai catturandolo. Hope convince Alyssa a non distruggere il mondo prigione, perché altrimenti Alaric, Josie e Lizzie moriranno, e lei non se lo perdonerebbe. Josie ha in mente un piano: il mondo prigione è fatto di magia, lei può semplicemente assorbirla, e questo genererà dei portali che permetteranno di ritornare nel mondo reale, ma è necessario che almeno una persona rimanga nel mondo prigione per fare da ancora. Josie inizia ad assorbire la magia del mondo prigione, e infatti Lizzie, Wendy e Jade ritornano nel mondo reale, ma Diego è ancora dell'intento di uccidere Alaric, ma in suo aiuto arriva Sebastian, il quale resterà lì con Diego facendo da ancora sacrificandosi. Anche Josie e Alaric ritornano nel mondo reale, Lizzie e Hope abbracciano Josie la quale apparentemente è tornata normale essendosi liberata della magia nera. A causa dei portali creati da Josie, il mondo prigione sta collassando, e quando sparirà anche Sebastian farà la stessa fine, morendo. Lizzie usa la proiezione astrale per comunicare con Sebastian dicendogli che, come ha fatto Kai, può usare la versione analoga del portale per Malivore che si trova nel mondo prigione, per tornare nel mondo reale, ma è implicito che Sebastian preferisca morire sparendo con il mondo prigione accettando il suo destino. Alaric finalmente ha modo di vendicare la sua amata Jo, uccidendo Kai con una spada, decapitandolo. Il Necromante vuole mettere le mani su Josie, la quale, all'insaputa di tutti, ha ancora in sé tutta la magia nera. 
- Special guest star: Chris Wood (Kai Parker).
- Guest star: Carlos Sanson (Diego), Ronni Hawk (Wendy), Giorgia Whigham (Jade), Ben Levin (Jed), Thomas Doherty (Sebastian), Demetrius Bridges (Dorian Williams), Ben Geurens (Il Necromante), Olivia Liang (Alyssa Chang).
- Altri interpreti: Lyela Khammai Sayarath (Ragazza 1), Lexie Couch (Ragazza 2), Sophia Simone Bradshaw (Ragazza 3), Reagan Greenwood (Ragazza 4).
- Ascolti USA: telespettatori 633 000[19]

## C'è un posto in cui vanno (a finire) le cose perdute
- Titolo originale: There's a Place Where the Lost Things Go
- Diretto da: Michael Karasick
- Scritto da: Brett Matthews e Mark Ryan Walberg

### Trama
Emma decide di aiutare Hope, Josie, Lizzie, Rafael, MG e Jade con una scatola magica, era stata creata da Vardemus, essa crea una proiezione collettiva dove si vive uno scenario parallelo, che permetterà a tutti loro di affrontare i propri problemi inconsci. Anche Emma prenderà parte alla cosa, tutti quindi si addormentano, sognando di essere i personaggi di un poliziesco in stile bianco e nero, tutti si calano nei propri ruoli, ritroveranno le loro vere identità e si sveglieranno solo dopo aver visualizzato la propria parola chiave. Stranamente anche Vardemus è nel sogno, lui è un investigatore, mentre MG è il suo assistente, Lizzie è un'attrice e Josie è la sua manager, Hope gestisce un bar e Emma lavora per lei come cantante, Jade è una giornalista e Rafael lavora con lei come fotografo. Un misterioso assassino uccide Vardemus, Josie, Jade, Emma e MG, i quali si risvegliano, tutti tranne Josie. Intanto Emma scopre che Vardemus è intrappolato in un armadio dentro l'istituto, e lo libera: era stato Clarke a intrappolarlo lì (per poi assumere la sua identità) è sopravvissuto solo perché la mente di Vardemus era sigillata nella scatola magica. Emma capisce che c'è qualcosa di strano, la proiezione non doveva svolgersi così, Vardemus ha capito che qualcuno molto potente ha contaminato l'incantesimo. Rafael ritrova la sua identità e si risveglia dopo aver visualizzato la sua parola chiave, ovvero "morte". Anche Lizzie visualizza la sua parola chiave, e ritrova la sua identità, e poi scopre che tutto questo è opera del lato oscuro di Josie, è stata lei a riscrivere l'incantesimo, per poi sbarazzarsi degli altri ed effettuare indisturbata la Fusione con Lizzie dalla quale quest'ultima ne uscirà perdente, oltre a morire. Hope però uccide Josie, e ritrova la sua identità visualizzando la sua parola chiave. Hope e Lizzie si risvegliano e si abbracciano, ma il problema non è ancora risolto, infatti Josie non riesce a dominare il suo potere oscuro. Emma e Dorian, con grande dispiacere di Alaric, lasciano la scuola, perché non possono combattere contro gli incessanti pericoli che l'istituto continua ad affrontare. Lizzie si scusa con MG, ha capito di essere stata fin troppo narcisista nei suoi riguardi, e anche con sua sorella, infatti Lizzie presa dai suoi problemi non aveva capito che Josie aveva bisogno del suo aiuto. Josie si risveglia, ormai la magia nera ha preso il sopravvento su di lei, e dopo aver messo facilmente Hope fuori combattimento dà fuoco a tutta la scuola allontanandosi dall'istituto con un sorriso maligno.
- Guest star: Alexis Denisof (Rupert Vardemus), Giorgia Whigham (Jade), Karen David (Emma Tig).
- Altri interpreti: Darryl L. Dillard (Regista).
- Ascolti USA: telespettatori 524 000[20]

## La vita era molto più facile quando mi importava solo di me stessa
- Titolo originale: Life Was So Much Easier When I Only Cared About Myself
- Diretto da: Lauren Petzke
- Scritto da: Adam Higgs e Jimmy Mosqueda

### Trama
È il giorno del diciassettesimo compleanno delle gemelle, e Josie ritorna all'istituto, incutendo paura a tutti, comprese Hope e Lizzie, inoltre uccide Alyssa. Alcuni studenti iniziano a esserle devoti, aiutandola ad addobbare la palestra della scuola. Josie infatti informa sua sorella che a fine giornata porteranno a termine la Fusione, anche se non hanno ancora raggiunto i 22 anni. Rafael aveva rimosso alcuni ricordi degli ultimi giorni, ricordandosi che quando tornò a Mystic Falls il Necromante gli tese una trappola, infatti Chad lo uccise. Il Necromante lo riportò in vita, ora Rafael è costretto a ubbidirgli, come predetto dalla Sfinge: il lupo ha mille volti. Josie scopre che il Necromante sta spiando la scuola Salvatore, quindi i due vengono a un accordo. Il Necromante riporta in vita Alyssa e organizza un evento speciale per la Fusione, infatti lui e Josie allestiscono un ring nella palestra. Josie sfida Lizzie, ma al suo posto si presenta Hope. Le due amiche iniziano a combattere, ma poi Lizzie interrompe l'incontro, e accetta di sfidare Josie, baciando MG assorbendo dal suo corpo di vampiro la magia. Josie e Lizzie portano a termine la Fusione, dalla quale Josie ne esce vittoriosa, mentre Lizzie apparentemente muore, e proprio in quel momento anche Landon perde la vita. Alaric informa i suoi studenti che Lizzie è morta, infine Josie promette al Necromante che userà la magia nera per controllare Malivore. La giovane Saltzman fa tenere presente al Necromante che Landon rappresenterà un problema, ma lui conosce il modo di sbarazzarsi del ragazzo. Landon torna in vita con i suoi poteri di fenice e con lui anche Lizzie, infatti Hope aveva legato temporaneamente la forza vitale di Landon a quella di Lizzie, e quando lei è morta pure Landon ha fatto la medesima fine, ma essendo lui una fenice è risorto, di conseguenza anche Lizzie è ritornata in vita. Infatti non c'è stata nessuna Fusione, Hope aveva dato a Lizzie una pozione prima che iniziasse il rito, per tenere la sua mente separata da quella della gemella. Jed si era accorto dei vermi con cui il Necromante stava spiando l'istituto, avvisando Alaric, il quale sapendo che Josie e il Necromante lo stavano spiando, ha mentito a tutti sulla morte di Lizzie, infatti Josie non deve sapere che sua sorella è ancora viva. Hope è incosciente, infatti mentre Josie era intenta a fondersi con la sua gemella, MG ha usato i suoi poteri di vampiro per trasferire la coscienza di Hope nella mente di Josie. Il Necromante manipola Rafael il quale impugna la freccia d'oro usandola per trafiggere Landon uccidendolo.
- Guest star: Alexis Denisof (Rupert Vardemus), Ben Geurens (Il Necromante), Olivia Liang (Alyssa Chang), Charles Jazz Terrier (Chad), Ben Levin (Jed).
- Ascolti USA: telespettatori 661 000[21]

## Affrontare l'oscurità è un po' la mia specialità
- Titolo originale: Facing Darkness Is Kinda My Thing
- Diretto da: Michael Karasick
- Scritto da: Thomas Brandon e Sylvia Batey Alcala

### Trama
Hope è nel subconscio di Josie, che rispecchia il mondo delle fiabe, e uno strano porcellino le fa da guida. Josie ha capito che lei e Lizzie non hanno eseguito la Fusione, perché in caso contrario Josie avrebbe interiorizzato l'essenza della gemella, e invece non si sente affatto diversa. Josie e Alyssa hanno capito che Hope ha interferito in qualche modo con la Fusione. Lizzie, per far sì che tutti continuino a pensare che lei sia morta, usando l'anello magico di Clarke assume le sembianze di Hope organizzando un finto funerale in sua memoria con l'aiuto di Jed, Kaleb e MG. Rafael confessa ad Alaric di aver ucciso Landon, mentre Josie comprende che Lizzie è ancora viva, oltre a percepire la presenza di Hope nella sua mente. Nel subconscio di Josie, intanto, Hope affronta la magia oscura che ormai domina la mente di Josie, che prende le sembianze di un lupo, il quale mangia il porcellino. Hope uccide il lupo per poi sventrarlo, così da salvare il porcellino scoprendo che in realtà era la "vera" Josie, che aveva assunto l'identità del porcellino per nascondere la sua essenza dalla magia nera che ha preso il controllo della sua mente. Il corpo del lupo si trasforma nella "Josie Oscura", ciò nonostante Josie trova il coraggio di affrontare la sua metà malvagia, sconfiggendola, infine si risveglia dato che Lizzie aveva liberato dal corpo della gemella tutta la magia oscura che aveva incanalato, offrendola al Necromante, il quale ha stipulato un accordo magico con Alaric: quest'ultimo ha accettato di concedere al Necromante tutto il potere oscuro di Josie, in cambio il Necromante ha riportato permanentemente in vita Chad, Alyssa e Rafael, i quali ora non sono più sotto il suo controllo, inoltre il Necromante ha promesso di far risorgere pure Landon. Lizzie non è più costretta a fingersi morta, con grande felicità dei suoi compagni di scuola, Josie invece ha deciso (almeno per il momento) di privarsi della sua magia, infatti decide di vincolarla in una moneta mettendola dentro a un salvadanaio. Alaric e Josie sono ben consapevoli che il Necromante, ora che ha assorbito tutto quel potere oscuro, è diventato una minaccia ancora più pericolosa di prima, e quando sarà il momento dovranno prepararsi ad affrontarlo. Stranamente, nonostante l'accordo che Alaric ha fatto con il Necromante, Landon non è ritornato in vita, inoltre Hope non si è ancora risvegliata.
- Guest star: Danny Woodburn (Porcellino), Ben Levin (Jed), Ben Geurens (Il Necromante), Charles Jazz Terrier (Chad), Olivia Liang (Alyssa Chang).
- Altri interpreti: Rodman Randolph (Brock), J.J. Dunlap (Lupo cattivo), Hannah Bliss Carlton (Strega innamorata), Katie Carpenter (Strega sarta), Elijah B. Moore (Wade Rivers).
- Ascolti USA: telespettatori 672 000[22]